# 59 a.C.
Il 59 a.C. (LIX a.C. in numeri romani) è un anno  del I secolo a.C.

## Eventi
- Entrano in carica i consoli Giulio Cesare e Calpurnio Bibulo.
- Cesare appoggia Pompeo nella sua richiesta di ratifica degli atti da lui compiuti in Asia e per le ricompense ai suoi veterani.
- Cesare rifonda Como chiamandola Novum Comum adducendo 5.000 coloni.
- Viene fondata Firenze

## Nati
- 30 gennaio - Livia Drusilla, nobildonna romana († 29)
- Tito Livio, storico romano († 17)

## Morti
- Quinto Cecilio Metello Celere, politico romano (n. 103 a.C.)
- Diodoto, filosofo greco antico
- Lucio Vezio, politico romano
- Gaio Ottavio, militare romano